# Pietro Gerolamo Invernizzi
Pietro Gerolamo Invernizzi (Bergamo, 29 giugno 1833 – Genova, 20 agosto 1880) è stato un patriota italiano. Garibaldino, fece parte della spedizione dei Mille.

## Biografia
Pietro Invernizzi ha partecipato, nel maggio del 1860, assieme al fratello Carlo, alla spedizione nel Regno delle Due Sicilie organizzata da Giuseppe Garibaldi. Durante gli scontri nella città di Palermo ha contribuito alla difesa del Convento dei Sette Angeli, ricevendo dalla abadessa un attestato di benemerenza per l'aiuto prestato alle monache.
Alla fine della campagna è ritornato per un breve periodo a Bergamo, poi ha ottenuto un impiego nel Genio Civile al Porto di Genova, successivamente ha lasciato questo lavoro ed è rimasto a Genova dove ha vissuto facendo il libraio.